# 杨飞飞 (1985年)
杨飞飞（1985年11月—），江苏南通人，汉族，中国共产党党员。中华人民共和国政治人物、第十三届全国人民代表大会广东省代表。

## 生平
2018年，杨飞飞被选为广东省出席第十三届全国人民代表大会代表。